# Карлинский кратер
Карли́нский кра́тер — метеоритный кратер, находящийся в Республике Татарстан.
Его диаметр составляет 10 км, а его возраст оценивается в районе 5 ± 1 миллионов лет.
Кратер находится западнее города Буинск, что на границе с Чувашией. Он назван в честь реки Карла́, которая является левым притоком Свияги, правого притока Волги.